# Бонсекур (Приморская Сена)
Бонсекур (фр. Bonsecours) — город на севере Франции, регион Нормандия, департамент Приморская Сена, округ Руан, кантон Дарнеталь. Пригород Руана, расположен в 3 км к юго-востоку от центра города, на правом берегу Сены.
Население (2018) — 6 429 человек.

## История
Бонсекур возник на месте старинного монастыря Святой Екатерины, в котором часто останавливались французские короли. Монастырь сильно пострадал во время Столетней войны и был окончательно разрушен к концу XVI века.

## Достопримечательности
- Базилика Нотр-Дам де Бонсекур середины XIX века в неоготическом стиле. Построена на месте базилики XV века, разрушенной во время Великой французской революции
- Памятник Жанне д’Арк на высоком холме с видом на Руан.

## Экономика
Структура занятости населения:
- сельское хозяйство — 0,5 %
- промышленность — 5,8 %
- строительство — 5,5 %
- торговля, транспорт и сфера услуг — 45,1 %
- государственные и муниципальные службы — 43,0 %

Уровень безработицы (2017) — 11,0 % (Франция в целом — 13,4 %, департамент Приморская Сена — 15,3 %). 

Среднегодовой доход на 1 человека, евро (2018) — 25 350 (Франция в целом — 21 730, департамент Приморская Сена — 21 140).

## Демография
Динамика численности населения, чел.

## Администрация
Пост мэра Бонсекура с 2008 года занимает социалист Лоран Грело (Laurent Grelaud). На муниципальных выборах 2020 года возглавляемый им левый список победил во 2-м туре, получив 54,65 % голосов.
| Период | Период | Фамилия       | Партия                         | Примечания                                                    |
| ------ | ------ | ------------- | ------------------------------ | ------------------------------------------------------------- |
| 1971   | 1989   | Ги Элио       |                                | врач                                                          |
| 1989   | 2008   | Макс Мартинес | Союз за французскую демократию |                                                               |
| 2008   |        | Лоран Грело   | Социалистическая партия        | администратор Министерства финансов, член Совета департамента |

## Галерея

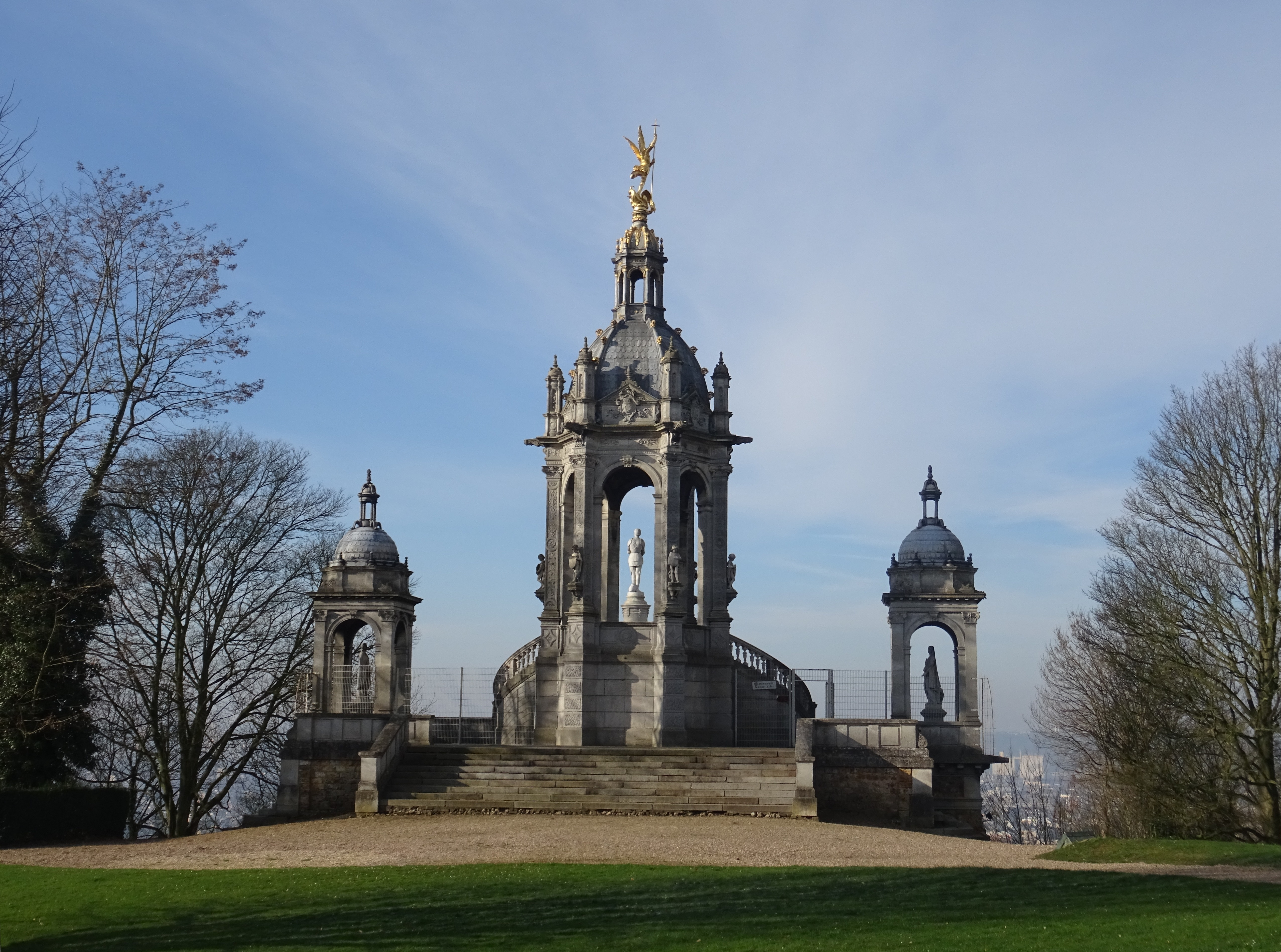
Памятник Жанне д’Арк